# Leonel Power
Leonel Power, död 5 juni 1445, var en engelsk kompositör under 1400-talet, enligt vissa forskare identisk med John Dunstaple.
Kompositioner av Leonel Power är bland annat upptagna i den berömda samlingen av kyrkliga verk Trienter codices.